# Tapura tchoutoi
Espèce
Statut de conservation UICN

 LC  : Préoccupation mineure
Tapura tchoutoi est une espèce de plantes à fleurs de la famille des Dichapetalaceae et du genre Tapura. C'est un arbuste endémique du Cameroun. 

## Étymologie
Son épithète spécifique tchoutoi rend hommage au collecteur camerounais Gildas Peguy Tchouto Mbatchou (1966-).

## Découverte et description
Tapura tchoutoi est une plante endémique du Cameroun. Elle a été localisée dans trois territoires principalement dans le parc national de Campo-Ma'an, sur une superficie de présence de 12 km2 avec une faible occurrence à 332 km2.